# Günter Netzer
Günter Theodor Netzer (sinh ngày 14 tháng 9 năm 1944 tại Mönchengladbach) là cựu tuyển thủ bóng đá quốc gia Tây Đức. Ông đã đạt được thành công lớn ở Đức với Borussia Mönchengladbach vào đầu những năm 1970, và sau khi chuyển đến Tây Ban Nha vào năm 1973, với Real Madrid.
Ông được xem là một trong những tiền vệ playmaker vĩ đại nhất trong lịch sử. Ông được bình chọn là Cầu thủ xuất sắc nhất của năm tại Đức hai lần, vào năm 1972 và 1973. Ông là tổng giám đốc của Hamburger SV trong suốt giai đoạn vàng của đội bóng từ cuối những năm 1970 đến đầu những năm 1980, khi câu lạc bộ giành được ba danh hiệu vô địch và Cúp châu Âu năm 1983.

## Sự nghiệp cầu thủ

### Borussia Mönchengladbach
Netzer, xuất thân từ một gia đình lao động phổ thông thu nhập dưới mức trung bình, đã gia nhập 1. FC Mönchengladbach từ năm 8 tuổi đến năm 19 tuổi trước khi chuyển đến đội bóng kình địch cùng thành phố là Borussia Mönchengladbach năm 1963. Netzer đã ghi bàn ngay trận ra mắt đội bóng khi đối đầu với Rot-Weiß Oberhausen, và nhanh chóng được đôn lên đội một, góp công lớn giúp Gladbach lên chơi ở Bundesliga năm 1965.
Netzer chơi thăng hoa tại Borussia, là bộ não đầu tầu của câu lạc bộ dưới thời huấn luyện viên Hennes Weisweiler, cho đến năm 1973. Trong 230 trận chơi tại Bundesliga cho Gladbach, ông ghi được 82 bàn thắng. Đây là kỉ nguyên xảy ra cuộc cạnh tranh song mã khốc liệt nhất trong lịch sử Bundesliga giữa Borussia Mönchengladbach và Bayern Munich. Bayern Munich có những ngôi sao như Franz Beckenbauer, Gerd Müller, Hans-Georg Schwarzenbeck, Paul Breitner và Sepp Maier còn bên phía Mönchengladbach có Berti Vogts, Herbert Wimmer, Jupp Heynckes, Rainer Bonhof and Netzer. Gladbach đã gặt hái được rất nhiều thành công với một đội hình rất trẻ khi độ tuổi trung bình chỉ là 21.
Cùng với Borussia Mönchengladbach Netzer đã có cho mình 2 danh hiệu Bundesliga năm 1970 và 1971 (câu lạc bộ đầu tiên vô địch Bundesliga 2 mùa liên tiếp), và DFB-Pokal năm 1973. Trận chung kết đối đầu với đại kình địch 1. FC Köln và Netzer phải xuất phát trên băng ghế dự bị – khi có nhiều nguồn tin khẳng định ông sẽ chuyển sang Real Madrid vào mùa giải năm sau – và khi được vào sân trong thời gian bù giờ hiệp 2, Netzer vẫn nói với huấn luyện viên Hennes rằng "Tôi sẽ vào sân và chơi bóng" khi đang thay đồ để vào sân. Và chỉ đúng 3 phút bù giờ ít ỏi, Netzer vẫn ghi bàn, với một pha solo hoàn hảo, đó là một trong những khoảnh khắc đẹp nhất trong sự nghiệp của Netzer..
Netzer được bình chọn là Cầu thủ Đức của năm 2 lần, năm 1972 và 1973.

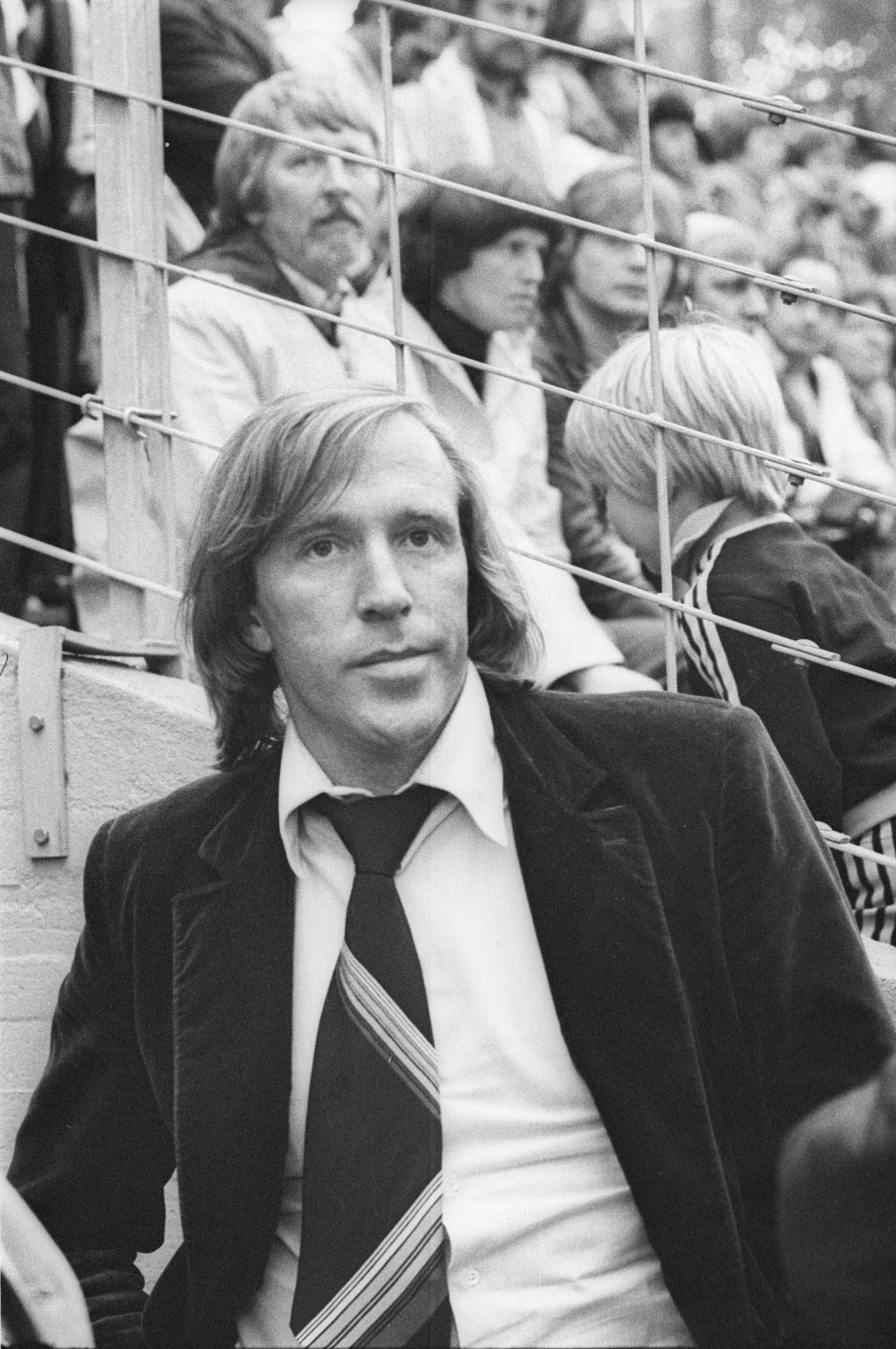
Günter Netzer (1979)

.

### Real Madrid
Khi Johan Cruyff gia nhập FC Barcelona năm 1973, Real Madrid đã rất tích cực trên thị trường chuyển nhượng. Chủ tịch Santiago Bernabéu đã kí hợp đồng với Netzer và 1 năm sau đó ông mang về 1 người Đức khác là Paul Breitner, một trong những người đã ghi bàn trong trận chung kết 1974-FIFA World Cup giúp tuyển Tây Đức đánh bại Hà Lan của chính Johan Cruyff. Netzer trở thành cầu thủ Đức đầu tiên thi đấu cho Real Madrid. Netzer là đội trưởng của Real Madrid và chơi bóng tại Tây ban Nha đến năm 1976, với 2 danh hiệu La Liga năm 1975 và 1976 cùng với Copa del Rey năm 1974 và 1975. Sau 3 mùa giải, Netzer sang Thụy Sĩ gia nhập Grasshopper Club Zürich, vào năm 1977 và cũng kết thúc sự nghiệp cầu thủ tại đó.

## Sự nghiệp quốc tế
Netzer được gọi vào Đội tuyển Tây Đức vào năm 1965 trong một trận giao hữu với Áo. Netzer đã có 37 trận chơi cho Tây Đức từ năm 1965 đến năm 1975, ghi 6 bàn và là một trong những nhân tố chính giúp đội tuyển vô địch UEFA Euro 1972. Tuy nhiên tại 1974 FIFA World Cup, Netzer không được ra sân nhiều và phải dự bị cho Wolfgang Overath, đội trưởng của đại kình địch 1. FC Köln; Netzer, mặc dù là bạn của Overath, nhưng khi bộ đôi này đá cùng nhau thì lại không có được một sự ăn ý cần thiết.
Netzer chơi ở vị trí tiền vệ tấn công, playmaker, được coi là một trong những tiền vệ xuất sắc nhất mọi thời đại, với khả năng dê dắt lắt léo cùng khả năng chuyền bóng chính xác. Ngoài ra Netzer cũng có khả năng tổ chức và dẫn dắt tập thể..

## Thống kê

### Quốc tế
| Tây Đức | Tây Đức | Tây Đức |
| Năm     | Apps    | Goals   |
| ------- | ------- | ------- |
| 1965    | 2       | 0       |
| 1966    | 2       | 0       |
| 1967    | 2       | 0       |
| 1968    | 7       | 0       |
| 1970    | 3       | 1       |
| 1971    | 8       | 3       |
| 1972    | 7       | 2       |
| 1973    | 1       | 0       |
| 1974    | 3       | 0       |
| 1975    | 2       | 0       |
| Total   | 37      | 6       |

### International goals
Scores and results table. Germany's goal tally first:
| #  | Date                      | Venue               | Opponent | Score | Kết quả | Competition               |
| -- | ------------------------- | ------------------- | -------- | ----- | ------- | ------------------------- |
| 1. | ngày 22 tháng 11 năm 1970 | Athens, Greece      | Hy Lạp   | 1–0   | 3–1     | Friendly                  |
| 2. | ngày 12 tháng 6 năm 1971  | Karlsruhe, Germany  | Albania  | 1–0   | 2–0     | UEFA Euro 1972 qualifying |
| 3. | ngày 22 tháng 6 năm 1971  | Oslo, Norway        | Na Uy    | 7–0   | 7–1     | Friendly                  |
| 4. | ngày 8 tháng 9 năm 1971   | Hanover, Germany    | México   | 4–0   | 5–0     | Friendly                  |
| 5. | ngày 29 tháng 4 năm 1972  | Luân Đôn, UK        | Anh      | 2–1   | 3–1     | UEFA Euro 1972 qualifying |
| 6. | ngày 15 tháng 11 năm 1972 | Düsseldorf, Germany | Thụy Sĩ  | 4–0   | 5–1     | Friendly                  |

## Hamburger SV
Sau khi giải nghệ Netzer đã được đề cử làm giám đốc điều hành của Hamburger SV. Chủ tịch khi đó của HSV, Paul Benthien, đã đồng ý cho Netzer toàn quyền điều hành đội bóng. Netzer đã có 8 năm rất thành công với Hamburg, khi kí hợp đồng với Huấn luyện viên người Áo Ernst Happel và trước đó là Branko Zebec, với 3 chức vô địch Bundesliga năm (1979, 1982, 1983). Năm 1983, Hamburg vô địch Cúp C1 Châu Âu (tiền thân của UEFA Champions League). Dưới sự dẫn dắt của Ernst Happel cùng những ngôi sao trong đội hình gồm Horst Hrubesch, Felix Magath and Manfred Kaltz, Hamburg đã dành chiến thắng 1-0 trước Juventus của Michel Platini và Zbigniew Boniek. Thời gian Günter Netzer làm việc tại Hamburg cũng là thời kì thành công nhất của câu lạc bộ này.

## Danh hiệu

### Tư cách cầu thủ

#### Câu lạc bộ
Borussia Mönchengladbach
- Bundesliga: 1969–70, 1970–71
- DFB-Pokal: 1972–73
- UEFA Cup Á quân: 1972–73

Real Madrid
- La Liga: 1974–75, 1975–76
- Copa del Rey: 1973–74, 1974–75

#### Quốc tế
Đội tuyển Tây Đức
- UEFA European Championship: 1972
- FIFA World Cup: 1974

#### Cá nhân
- Đội hình tiêu biểu của Châu Âu: 1972[9]
- Ballon d'Or – Á quân: 1972
- World Soccer: The 100 Greatest Footballers of All Time (75th place)[10]
- Thành viên của Germany's Sports Hall of Fame[11]

### Tư cách HLV

#### Câu lạc bộ
Hamburger SV
- Bundesliga: 1978–79, 1981–82, 1982–83
- European Cup: 1982–83
- Intercontinental Cup runner-up: 1983